# ریوجی ایشیکاوا
ریوجی ایشیکاوا (ژاپنی: 石川 隆司؛ زادهٔ ۱۱ نوامبر ۱۹۷۸) یک بازیکن فوتبال اهل ژاپن است.
از باشگاه‌هایی که در آن بازی کرده‌است می‌توان به باشگاه فوتبال ویسل کوبه اشاره کرد.